# Cabanelas (Vila Verde)
Cabanelas és una freguesia portuguesa del municipi de Vila Verde, amb 6,21 km² d'àrea i 2.102 habitants (al cens del 2011). La densitat de població n'és de 338,5 hab/km².
Se situa al marge dret del riu Cávado, prop del marge dret de la riba del Moure, i dista dotze quilòmetres de la seu del municipi.

## Història
Del 1108 hi ha un document escrit referent a un canvi fet per Dona Maria Nunes, de béns que tenia a la "vila dita Sancta Eolalia de Cabanelas".
Va pertànyer al municipi de Prado; després de l'extinció d'aquest municipi, per decret de 24 d'octubre del 1855, s'incorpora al municipi de Vila Verde. La parròquia de Santa Eulàlia de Cabanelas era abadia de representació dels comtes de Prado (marquesos de Minas) al terme de Vila de Prado.
L'abadia de Cabanelas representava el vicari de Sâo Gens de Macarome (freguesia fins a l'extinció del municipi de Prado al 1855) i que tenia en l'època 30 llars. La parròquia de Sâo Gens de Macarome, actualment eliminada, s'uní a la parròquia de Santa Eulália de Cabanelas.
Abans que Cabanelas pertangués als comtes de Prado, pertanyia a la casa reial.

## Patrimoni
- Església parroquial
- Creu de terme de Cabanelas - data del 1614 (un dels més antics del municipi),
- Font de Carrancas (1741),
- Capella de Nossa Senhora da Conceição (reconstruïda a finals del segle xviii i ampliada el 1994)
- Capella de Santa Anna
- Pont de Cabanelas

## Població
| Població de Cabanelas | Població de Cabanelas | Població de Cabanelas | Població de Cabanelas | Població de Cabanelas | Població de Cabanelas | Població de Cabanelas | Població de Cabanelas | Població de Cabanelas | Població de Cabanelas | Població de Cabanelas | Població de Cabanelas | Població de Cabanelas | Població de Cabanelas | Població de Cabanelas | Població de Cabanelas |
| --------------------- | --------------------- | --------------------- | --------------------- | --------------------- | --------------------- | --------------------- | --------------------- | --------------------- | --------------------- | --------------------- | --------------------- | --------------------- | --------------------- | --------------------- | --------------------- |
| 1864                  | 1878                  | 1890                  | 1900                  | 1911                  | 1920                  | 1930                  | 1940                  | 1950                  | 1960                  | 1970                  | 1981                  | 1991                  | 2001                  | 2011                  | 2021                  |
| 867                   | 925                   | 890                   | 855                   | 906                   | 873                   | 973                   | 1097                  | 1200                  | 1298                  | 1216                  | 1614                  | 1815                  | 2015                  | 2102                  | 1975                  |

## Llogarets
- Aldeia
- Boa Vista
- Casal
- Conchada
- Cruto
- Igreja
- Eiras
- Espinheira
- Fial
- Fonte
- Gaião
- Lagoa
- Moinhos
- Monte
- Monte de Sâo Gens
- Poços
- Portuzelo
- Regalde
- Santa Ana
- Sâo Salvador
- Souto
- Souto de Sâo Gens
- Tilheira Velha
- Tráz-outeiro